# ソッキーズ フロンティアクエスト
『ソッキーズ フロンティアクエスト』は、『ビットワールド』のアニメコーナーにて2011年4月15日から2012年3月9日まで放送されていた5分版フラッシュアニメ。全39話。

## あらすじ
モンキーヴィレッジに住む仲良し三人組「ソッキーズ」。ある日三人は、長老に呼び出され「ある理由」で旅に出ることに。
旅先で出会うヘンな街や村のおかしな出来事にソッキーたちは大騒ぎ。ソッキーたちは「ある理由」を解決することは出来るのか。

## 登場人物

### 主要人物
ソッキー
声 - 宮崎羽衣
本作の主人公。サルの姿をした少年。
「モンキーヴィレッジ」に暮らしていて元気いっぱい。一人称は「僕」で「〜だっキー」が口癖。立ち位置は中央。
明るくワンパクで正義感に溢れるソッキーズのリーダー的存在。細かいことを気にせず、どんな者にも立ち向かう超前向きな性格。変顔でみんなを笑わせるのが得意な村の人気者。曲がったことは嫌い。おっちょこちょいで、落ち着きの無いところがある。
「『女神の天秤』を見つけて、世界のバランスを元に戻してほしい」という長老からの言いつけで、リリーとブリモンの3人で旅に出る。
とても負けず嫌い。マッスルタウンのスッタロンと筋肉トレーニングをし、とても筋肉がついている。少し早とちりでドジな所もあるが、非常に友達想い。
実は魔導師の子供であり、100年前の大戦に参加していた。一時は欲望に支配されるが、赤い目より強い青い目によって魔導師に勝利する。
リリー
声 - 長澤奈央
王家・ショセット家の末裔で、少しおしゃまなお嬢様。一人称は「私」。立ち位置は左。
アネゴ肌で、家柄は村で一番である。怒ると怖い。一番背が高い。
気の強いところがあり、少々そそっかしい所もある。夢はお嫁さんになること。無名の子供の本では、スコットランド出身という設定。
ブリモン
声 - 兼田恵
ソッキーの友人で、メンバーの知恵袋。一人称は「ミー」で、「〜ザス」が口癖。
ブリモン財閥の御曹司なので金銭に困らない上、知識も豊富である。かけているゴーグルで、ある秘密を探ることができる。
冷静な判断力を持つクールで真面目。「ブリモンカード」という物でどんなに高い物も買える。ただし、体力は低い。立ち位置は右。
メンバーの中で一番背が低い。かなり神経質。
長老
声 - 國分絢一郎
ソッキーの育ての親。村の子供たちの事をいつも見守っている。100年前に起きたと言われる「古の大戦」について詳しく知っているらしい。実は100年前に魔導師と対決をした勇者。
魔導師
声 - 山下公平
地底の奥深くに身を隠している冥府人で、ソッキーの父親。今から100年前に深い深い淵から生まれた。そして当時は不吉なやつと追い払われた。世界を混乱に陥れるため女神の天秤の均衡を崩し、全ての玉を破壊しようとしている。さらに欲望の玉の力に自分の魔力を加えた。謎の力でソッキーの近くにいる人々を操り、玉を破壊を命じている。
合体攻撃を封じ、ソッキーを欲望で支配するなど戦いを有利に進めていたが、ソッキーの青い目によって敗北。
マグマに落ちる直前にソッキーに助けられるが、彼の重さに崖が崩れソッキーも一緒に落ちていくが、最後に「とどめだ」と言い放ち攻撃をしソッキーの命を救った。目が赤から青に変わり、マグマの中へと消えていった。

### 旅先で出会う人々
右側に(*)が付いている者は第38話でソッキー達と共に魔導師と戦った。

#### モンキー大陸

##### マッスルタウン（MUSCLE TOWN）
旅を始めたソッキー達が最初に辿り着いた町。老若男女、筋肉がある者たちが暮らす街。ブリモンカードは通用しない。また、腕相撲チャンピオンは町の町長でもある。
シュワ(*)
声 - 國分絢一郎
腕相撲チャンピオン。角刈り。体色は緑。一人称は「俺」。「力が全て」という考えを持っている。
好戦的な性格であり、「弱い奴らに価値はない」とあざ笑う。一目でリリーを「強そうな奴」だと判断し、腕相撲を申し込んだこともある。
ソッキーとの対決で最初は圧倒するが一週間後の対決で敗れ、チャンピオンの座を譲った。
スッタロン
腕相撲元チャンピオンのおじいさん。体色はオリーブ。一人称は「わし」。
「シュワにリベンジしたい」とソッキーが弟子入りし、1週間筋肉トレーニングに付き合った。
シュワに勝利したソッキーに街を任せようとしたが、すぐに逃げられた。しかしシュワから「俺はあんたの弟子に負けたんだ、（師匠である）お前がやれ」と言われ、町長になった。

##### ヒーローシティ（HERO CITY）
広大な町。バナナ泥棒を誰がやっつけるかをめぐってヒーロー同士で対決していた。だが最後は全員リリーに怒られる。
モンキーマン
「モンキーボンバー」と叫ぶことにより巨大化する。必殺技は頭からビームを放つ「モンキービーム」。
容姿はスーパーマンに似ている。
モンキーフォー(*)
東（赤）、西（ピンク）、南（青）、北（緑）の4人組。北はただの老人。
巨大ロボは「ジャイアントモンキー」。必殺技は「ディレクションランチャー」。
容姿はスーパー戦隊に似ている。
グレートマン
自称は「良い子の味方」。スーツの色はエメラルド。
容姿は仮面ライダーに似ている。
変身前の姿も見せた。巨大化もできる。
Ms.ブラボー
虹色のコスチュームにステッキを持っている。
「ブラボーチェンジ」と叫び巨大化したが、1番小さかった。必殺技は「ブラボージェラッシュ」。
ワンダフルマン
筋肉ムキムキのヒーロー。スーツの色は水色。最後に登場した。
「ワンダフルグロー」と叫ぶことにより巨大化する。必殺技は両手のビッグハンドを射出し、超高速で敵に撃ち放つ「ワンダフルパンチ」。
泥棒
鼠小僧のような格好で、バナナを大量に盗んだ。体色は群青色。ヒーロー達の暴走に巻き込まれ降参した。

##### ナンバーワンスクールヴィレッジ（No.1 SCHOOL VILLAGE）
学園村。ここは何かのNo.1でないと価値が無いという。
ジョジ(*)
プチプチ割りNo.1。気弱な性格。体色は黄緑。一人称は「僕」。
無名の子供の本ではクターのネイビーに敗北。
マック(*)
喧嘩No.1のガキ大将。体色は群青色。一人称は「俺」。
ソッキーとの殴り合い勝負に敗北、「生きてる価値がない」と述べた。
頭脳No.1(*)
めがねをかけたエリート。体色はバイオレット。一人称は「僕」。
ブリモンとの頭脳対決で敗北。
ダンスNo.1(*)
高飛車な女の子。体色は紫。一人称は「私」。
リリーとのダンス対決で敗北。

##### グルメタウン（GOURMET TOWN）
「美食こそ最高の幸せ」と感じている人々が暮らす町。レストランだらけ。
ロザン
グルメタウンの町長。スパゲティのような頭。語尾に「べし」を付ける。
超グルメであり、オムレツに使われたドラゴンの卵が何の種類であるのかを匂いをかぐだけでズバリと当てた。後に高級食材よりも愛情のほうがおいしいと気づく。左利き。
ハナ
ロザンの娘。クリームのような頭。ロザンの誕生日にカレーライスを作る。

##### メカシティ（MECHA CITY）
なんでも全自動の町。住人全員がメカスーツを着用している。全身のスキャニングをチャックしてから町に入る。メカスーツの価格は5億円以上。
パパ
メカスーツで息子のサムの命を何度も救ってきた。サム曰く「僕のヒーロー」。
トラックのようなメカスーツを着用している。色は青。メカスーツはゴリラのような体に変形できる。
サム
オートバイのようなメカスーツを着用している。色は黄緑。何度もパパから逃げている。
バンプレス
メカシティの商人。

#### シップシティ
バル(*)
シップシティの船長。ゴリラのような顔をしており、口癖は「〜だっホ」。
ピート
バルの弟。体はとても小さい。
シェリー(*)
見習いコック。
シウバ海賊団
シウバ
バル達を裏切り、シェリーを狙う男。かつてはバルと同じ船に乗っていたが、シェリーがバルを選んだことで反発し、現在に至る。

#### 新大陸

##### 風が吹けば桶屋が儲かるシティ（KAZEGAFUKEBA OKEYAGAMOUKARU CITY）
町に入るにも、お菓子を買うにも「ピッタンシステム」を使用するとてもまわりくどい町。
ピッタン
発明家で、この町の人気者。体色は緑。
この町の「ピッタンシステム」は全て彼が作った。ザッコに恋をする。
ザッコ

##### デカシティ（DEKA CITY）
サル曲署刑事課捜査第一係の刑事たち。だが、この街の事件は事件とは言えないような事ばかり。しかしこの街で、【聖なる玉】が盗まれたという事件が起こる。
ボス
捜査第一係長。威厳と包容力を併せ持った、理想的な上司。「マジ事件」で一番の見せ場をさらって行った。
ジージャン
ジーパンでサングラスをかけたアフロの刑事。空手の有段者で、それを武器に一張羅のジーパン姿で暴れまわる。
カネロニ
七三分けの刑事。
ゴリさん
ゴリラ。ベテランで、「マジ事件」を40年前に一度経験している。

##### ビューティータウン（BEAUTY TOWN）
住民みんながキレイでおしゃれな町。美しさによって入れるお店や友達も違うらしい。ソッキーたちがこの街に来た日、「ビューティーコンテスト」が行われた。
フラン
「ビューティーコンテスト」に出場、エントリーナンバー1番。体色はピンク。
ガルボ
「ビューティーコンテスト」に出場、エントリーナンバー2番。体色は水色。
パトラ
「ビューティーコンテスト」の優勝候補。魔導師に操られる。雪をイメージしたファッション。
コリドン
カリスマファッション評論家、「ビューティーコンテスト」では審査員長を務める。見た目の美しさより、心の美しさの方が美しいと気づく。
SANKO（サンコ）(*)
ショセット家の専属スーパーメイクアップアーティスト。
ノザル(*)
ショセット家の専属カリスマ美容師。
モンクリ(*)
ショセット家の専属エステティシャン。

##### 懐かしタウン（NATSUKASHI TOWN）
豆腐売りや、道ばたで魚を焼くおばちゃんなど、どこかで見た懐かしさを感じる町。しかしこの町にはある秘密があった。
ガイドさん
見た感じ普通のガイドさんだが、怒るととてつもなく怖い。
少年たち、おじさん
空き地で野球をする少年たちと、しょっちゅう窓ガラスを割られる家のおじさん。
全員容姿が、野比のび太、骨川スネ夫、ジャイアン、神成さんに似ている。
主婦
お魚咥えたドラ猫を追いかける主婦。
容姿はフグ田サザエに似ている。

##### セレブシティ（CELEB CITY）
世界各地のセレブたちが集まり日夜パーティを開く豪華な町。しかし町に入るには、1人3万ルーサかかる。
リリー（偽者）
ショセット家のお嬢様だと嘘をついているが、町の人には気付かれている。

##### 脳内キングダム（のうないキングダム）
おじいさんの脳の中にある遊園地。
おじいさん
女神の天秤を見たというモンキー。
昔はやる気の塊で頑張っていたが、忙しい毎日の繰り返しでサボリたい気持ちが現れた。しかし、喜ぶ子供たちの笑顔を思い出してやる気を出した。
やる気軍（やるきぐん）
サボり軍に貝の形をしたお宝「ヤリガイ」を奪われ、現在はみんな牢屋の中に入れられている。4人だけとなっていた。
サボリ軍（サボリぐん）
鎧を身にまとっている。ヤリガイを取り戻されたことにより、やる気軍に変わった。

#### ウチガワールド

##### カメラマンヴィレッジ
ヤツゴロウ
プロのカメラマン。電気クラゲにやられ、これまで取った写真データをだめにされてしまう。

## 用語
- 女神の天秤

ウチガワールドに存在し、聖なる玉を置くことで崩れた星のバランスを元通りにするとされている。
- 古の大戦

100年前に魔導師が女神の天秤のバランスを崩したため人々の心が荒み、その心が激突して起こった争い。レーザー銃や核爆弾などが使用された。
- ゴーグル

ブリモンが持っているアイテム。「ゴーグルマップ」「ゴグってみるザス」などの台詞からグーグルのパロディーだと言われている。
- ウチガワールド

ソッキー達の星(モンキー・プラネット)は筒状になっており、その内側にある世界。情報が少ない。
重力と遠心力が同じ方向に働いており、ウチガワールドでは体が重く感じる。また、ウチガワールドの中心では重力も遠心力も全く働かない。

## 放送リスト
| 放送日         | 話数   | サブタイトル                                      |
| -------------- | ------ | ------------------------------------------------- |
| 2011年04月15日 | 第01話 | 冒険への旅立ち! の巻                              |
| 2011年04月22日 | 第02話 | 力なき者は去れ! マッスルタウン の巻               |
| 2011年04月29日 | 第03話 | 正義の味方! ヒーローシティ の巻                   |
| 2011年05月06日 | 第04話 | めざすは頂点! ナンバーワンスクールヴィレッジ の巻 |
| 2011年05月13日 | 第05話 | 美味だ! 珍味だ! グルメタウン の巻                 |
| 2011年05月20日 | 第06話 | ハイスコアを狙え! ゲームタウン の巻               |
| 2011年05月27日 | 第07話 | 楽チン何でも全自動! メカシティ の巻               |
| 2011年06月03日 | 第08話 | みんなソックリ! コピータウン の巻                 |
| 2011年06月10日 | 第09話 | みんなミニミニ! ミクロシティ の巻                 |
| 2011年06月17日 | 第10話 | お疲れ様です! サルリーマンシティ の巻             |
| 2011年06月24日 | 第11話 | 迷ってクネクネ! 迷路タウン の巻                   |
| 2011年07月01日 | 第12話 | 出陣じゃ〜〜! 戦国タウン の巻                     |
| 2011年07月08日 | 第13話 | 忍び寄る影! 忍者タウン の巻                       |
| 2011年07月15日 | 第14話 | 超難関! アスレチックマウンテン の巻               |
| 2011年07月22日 | -      | 放送休止                                          |
| 2011年07月29日 | 第15話 | 明かされる女神の天秤の謎 の巻                     |
| 2011年08月05日 | 第16話 | 新たなる旅立ち! の巻                              |
| 2011年08月12日 | -      | 総集編 第1話~第5話                                |
| 2011年08月19日 | -      | 総集編 第6話~第10話                               |
| 2011年08月26日 | -      | 総集編 第11話~第15話                              |
| 2011年09月02日 | 第17話 | 海が住みかだ! シップシティ の巻                   |
| 2011年09月02日 | 第18話 | シップシティVSシウバ海賊団! の巻                  |
| 2011年09月09日 | -      | 放送休止                                          |
| 2011年09月16日 | 第19話 | 風が吹けば桶屋が儲かるシティ? の巻                |
| 2011年09月23日 | 第20話 | 手を挙げろ! 刑事シティ の巻                       |
| 2011年09月30日 | 第21話 | 刑事シティにほえろ! の巻                          |
| 2011年10月07日 | 第22話 | 素敵な場所を求めて! 快適タウン の巻               |
| 2011年10月14日 | 第23話 | 快適タウンの行く末! の巻                          |
| 2011年10月21日 | 第24話 | 美の共演! ビューティタウン の巻                   |
| 2011年10月28日 | 第25話 | 女王決定! ビューティタウン の巻                   |
| 2011年11月04日 | 第26話 | 初めてなのに懐かしい! 懐かしタウン の巻           |
| 2011年11月11日 | -      | 放送休止                                          |
| 2011年11月18日 | 第27話 | 気分はゴージャス! セレブシティ の巻               |
| 2011年11月25日 | 第28話 | 門の向こうは不思議の世界? の巻                    |
| 2011年11月25日 | 第29話 | ヤリガイを探せ! 脳内キングダム の巻               |
| 2011年12月02日 | 第30話 | 魔道師復活!? 頑張れモンキー軍団! の巻             |
| 2011年12月09日 | 第31話 | 伝説の勇者・長老VS魔導師! の巻                    |
| 2011年12月16日 | -      | 総集編 第16話~第20話                              |
| 2011年12月23日 | -      | 総集編 第21話~第25話                              |
| 2011年12月30日 | -      | 総集編 第26話~第30話                              |
| 2012年01月06日 | 第32話 | 前人未到だ! アスリートシティ の巻                 |
| 2012年01月06日 | 第33話 | 発明! 発見! アカデミックシティ の巻               |
| 2012年01月13日 | 第34話 | シャッターチャンスだ! カメラマンヴィレッジ の巻   |
| 2012年01月20日 | 第35話 | 試練の谷? キテレツキャニオン の巻                 |
| 2012年01月27日 | 第36話 | 正義のソッキーVS悪のソッキー! の巻                |
| 2012年02月03日 | 第37話 | 冒険の果てに… 発見! 女神の天秤! の巻              |
| 2012年02月10日 | -      | 放送休止                                          |
| 2012年02月17日 | 第38話 | 奥義・転送合体! の巻                              |
| 2012年02月24日 | 第39話 | 最後の大決戦! の巻                                |
| 2012年03月02日 | -      | 総集編 第31話~第35話                              |
| 2012年03月09日 | -      | 総集編 第36話~第39話                              |

## スタッフ
- 原作・シリーズ構成 - 安達元一
- プロデューサー - 近藤栄三、福井政文
- 脚本 - 安達元一、高橋かづゆき
- キャラクターデザイン - 矢立きょう
- 音響監督 - 吉田知弘
- 音楽 - 渡部チェル
- 音楽制作 - ポニーキャニオン
- ナレーション - 千秋
- アニメーションプロデューサー - 高田真宏
- 監督 - 矢立きょう
- アニメーション制作 - 勝鬨スタジオ
- 制作 - NHK